# Vladimir Minorskij
Vladimir Fjodorovitj Minorskij (ryska: Влади́мир Фёдорович Мино́рский), född 1877, död 1966, var en rysk orientexpert mest känd som kurdologins fader och känd för sitt arbete om kurdernas språk, historia, geografi, litteratur och kultur. Han studerade vid Moskvauniversitetet 1896–1900 och därefter i tre år vid det Lazarev-institutet i Moskva. År 1903 fick han anställning vid det ryska utrikesministeriet och arbetade 1904–1908 i Persien (nu Iran) och 1908–1912 i Sankt Petersburg och Tasjkent. Åren 1915–1917 arbetade han som chargé d'affaires i Teheran. 
Efter att oktoberrevolutionen 1917 gjort ett återvändande till Ryssland osäkert, flyttade Minorskij 1919 till Paris. År 1923 började han föreläsa om persisk litteratur vid det franska Institut national des langues et civilisations orientales. Därefter var han verksam även vid brittiska School of Oriental and African Studies och vid University of London. Minorskij skrev över 200 vetenskapliga böcker och artiklar.